# Tenis ziemny na Letnich Igrzyskach Olimpijskich 1996
Tenis ziemny na Letnich Igrzyskach Olimpijskich 1996 – turniej tenisowy, który został rozgrywany pomiędzy 23 lipca–3 sierpnia 1996 w Atlancie. Zawodnicy rywalizowali na obiektach Stone Mountain Tennis Center. 176 tenisistów z 55 krajów rywalizowało w czterech konkurencjach: singlu i deblu mężczyzn oraz kobiet.

## Medaliści
| Konkurencja:       | Złoto:                            | Srebro:                    | Brąz:                                     |
| Mężczyźni          |                                   |                            |                                           |
| singel (szczegóły) | Andre Agassi                      | Sergi Bruguera             | Leander Paes                              |
| debel (szczegóły)  | Todd Woodbridge Mark Woodforde    | Neil Broad Tim Henman      | Marc-Kevin Goellner David Prinosil        |
| Kobiety            |                                   |                            |                                           |
| singel (szczegóły) | Lindsay Davenport                 | Arantxa Sánchez Vicario    | Jana Novotná                              |
| debel (szczegóły)  | Gigi Fernández Mary Joe Fernández | Jana Novotná Helena Suková | Conchita Martínez Arantxa Sánchez Vicario |

## Tabela medalowa
| Miejsce | Państwo           | Złoto | Srebro | Brąz | Razem |
| ------- | ----------------- | ----- | ------ | ---- | ----- |
| 1       | Stany Zjednoczone | 3     | 0      | 0    | 3     |
| 2       | Australia         | 1     | 0      | 0    | 1     |
| 3       | Hiszpania         | 0     | 2      | 1    | 3     |
| 4       | Czechy            | 0     | 1      | 1    | 2     |
| 5       | Wielka Brytania   | 0     | 1      | 0    | 1     |
| 6       | Indie             | 0     | 0      | 1    | 1     |
| 6       | Niemcy            | 0     | 0      | 1    | 1     |
|         | Razem             | 4     | 4      | 4    | 12    |